# Districte de Koraput
El districte de Koraput (oriya େକାରାପୁଟ) és una divisió administrativa d'Orissa amb capital a Koraput. La superfície és de 8.379 km² i la població d'1.177.954 habitants.

## Administració
Està format per dues sub-Divisions i 14 tehsils:
- Koraput
  - 1. Koraput
  - 2. Bandhugaon
  - 3. Lamtaput
  - 4. Laximipur
  - 5. Nandapur
  - 6. Pottangi
  - 7. Semliguda
  - 8. Dasmanthpur
  - 9. Narayanpatna
- Jeypore
  - 1. Jeypore
  - 2. Baipariguda
  - 3. Borigumma
  - 4. Kotpad
  - 5. Kundra

El blocs de desenvolupament (blocs) són també 14:
- 1. Baipariguda
- 2. Bandhugan
- 3. Borigumma
- 4. Dasamanthpur
- 5. Jeypore
- 6. Koraput
- 7. Kotpad
- 8. Kundra
- 9. Lamtaput
- 10. Laximipur
- 11. Semliguda
- 12. Narayanpatna
- 13. Nandapur
- 14. Pottangi

Hi ha cinc ciutats amb una municipalitat, 226 gram panchayats i 1997 pobles (82 deshabitats)

## Història
En temps dels reis Nales, la capital era Pushkari prop de la moderna Umarkot. A l'època medieval la capital era a Nandapur sota els reis Silavamsi i de vegades sota els reis de la dinastia solar. Vikram Dev, de la dinastia solar va tarslladar la capital a Jeypore a la meitat del segle xvii i Koraput no va destacar fins al 1870 quan els britànics la van escollir per la seva situació saludable i va ser capital d'una subdivisió del districte de Vizagapatam formada pels tahsils zamindaris de Koraput, Nowrangapur, Jeypore, Pottangi, Malkangiri i Padwa, a la comarca de l'Agència. El tahsil de Koraput mateix tenia una superfície de 1.738 km² i població de 73.818 habitants la major part tribals, en 611 pobles. El zamindari pertanyia al raja de Jeypore. La capital era Koraput amb 1.560 habitants el 1901.
El districte es va crear el 1905 segregat del districte de Vizagapatam i fou transferit a Orissa quan es va crear aquesta província el 1936. L'octubre de 1992 es va segregar la part al sud-oest i es va crear el districte de Malkangiri.

## Llocs d'interès
- Tempe i cova de Gupteswar Shiv
- Temple Jagannath (Sabara Srikhetra)
- Jardí botànic de l'Alt Kolab
- Túnel Maliguda
- Cascada Duduma

## Ciutats principals
- Jeypore
- Koraput
- Sunabeda
- Damanjodi

## Exnllaços externs
- Mapa Arxivat 2007-04-04 a Wayback Machine.
- Portal oficial del districte